# Burs församling
Burs församling var en församling i Visby stift. Församlingen uppgick 2006 i Stånga-Burs församling, medan Burs pastorat bestod.
Församlingskyrka var Burs kyrka.

## Administrativ historik
Församlingen har medeltida ursprung. Församlingen utgjorde under medeltiden ett eget pastorat för att därefter till 2006 vara moderförsamling i pastoratet Burs och Stånga som 1962 utökades med Närs församling och Lau. Församlingen uppgick 2006 i Stånga-Burs församling som då bildade ett gemensamt pastorat med När-Lau församling, kallat Burs pastorat.
Församlingskod var 098072.
Pastoratskod är 120303 